# José Antonio Aguirre
José Antonio Aguirre y Lecube, (ur. 6 marca 1904 w Bilbao, zm. 22 marca 1960 w Paryżu) – hiszpański polityk, nacjonalista baskijski, przywódca Nacjonalistycznej Partii Basków. W młodości piłkarz Athletic Bilbao. Od października 1936 roku premier autonomicznego rządu baskijskiego, kontrolującego w głównej mierze prowincję Vizcaya. Po wojnie Aguirre wyemigrował do Francji. Po wkroczeniu Niemców do Francji przeniósł się do USA, gdzie współpracował z amerykańskimi służbami specjalnymi przeciwko komunistom.